# 태평양아구상어

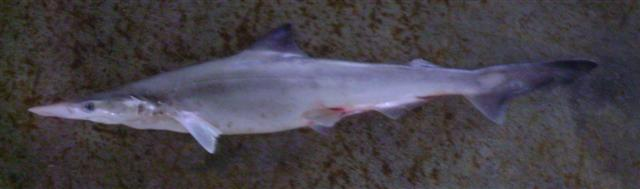

태평양아구상어(학명:Scoliodon macrorhynchos)는 흉상어목 흉상어과에 속하는 물고기이다. 몸길이는 1.2m로 상어에서는 작은 편에 속한다.

## 특징과 먹이
태평양아구상어는 몸의 전체가 보라색을 띄는 어종이다. 눈은 중간 정도의 크기가 되며 5개의 아가미가 작은 종이 되며 2개의 등지느러미가 동종의 흉상어과의 상어에 비해 작은 것이 특징이다. 꼬리지느러미는 상부와 하부의 끝이 검은색을 띄며 제1등지느러미까지 모드 검은색을 띄는 것이 특징이다. 양턱과 아래턱에는 12~13개의 이빨이 나 있다. 먹이로는 멸치, 청어, 정어리와 같은 작은 물고기들과 갑각류, 오징어와 같은 두족류를 주로 섭이하는 육식성어류에 속한다.

## 서식지
태평양아구상어는 이름처럼 태평양에서만 서식하는 어종이며 태평양의 열대와 아열대 해역에 주로 서식한다. 수심 10~70m의 대륙붕으로 이뤄진 연안이나 암초가 많은 지역을 주요 서식지로 선호하는 표해수대의 어류이다.

## 같이 보기
- 흉상어목
- 흉상어과